# Tournée Miroir
 (novembre 2024).
Si vous disposez d'ouvrages ou d'articles de référence ou si vous connaissez des sites web de qualité traitant du thème abordé ici, merci de compléter l'article en donnant les références utiles à sa vérifiabilité et en les liant à la section « Notes et références ».
Tournées par Marie-Mai
Tournée Version 3.0 (2009)
La Tournée Miroir est la quatrième tournée en carrière de la chanteuse québécoise Marie-Mai. La tournée s'est déroulée du 18 janvier 2013 au 3 mai 2014 et comportait 100 spectacles. Elle s'est ouverte à Granby et s'est clôturée au Centre Bell à Montréal.

## Histoire
Après la sortie de son album  Miroir la chanteuse Marie-Mai a commencé à travailler sur sa quatrième tournée de concerts. Lors d'une conférence de presse tenue à L’Olympia de Montréal le 17 octobre 2012, Marie-Mai a annoncé les deux premières dates de sa nouvelle tournée au Centre Bell, l'un des venues les plus importants au Canada. À la fin 2012, des détails de la tournée commencent à émerger et environ 60 dates ont été révélées. 
Les répétitions pour la tournée ont eu lieu au cours de décembre 2012 et janvier 2013.
Sur une récente interview Marie-Mai a déclaré qu'elle aimerait être sur la route pendant un an et demi avant de se concentrer sur des projets familiaux. Par conséquent, d'autres dates devraient être annoncées.

## Setlist
Il y a eu trois setlists pendant la tournée légèrement différentes.

### 1repartie(janvier-février 2013)
| - C.O.B.R.A. - Indestructible Toi - Mentir - Jamais Ailleurs - Différents - Je rêve de nous - Si les mots - Qui prendra ma place - Déjà loin - Comme avant - Rien/Titanium/Do You | Entracte - Encore une nuit - C'est moi - Garde tes larmes - Heart Attack - Young & Wired - Je cours - Toujours là - Sans cri ni haine - (With or) without you - Jet lag | Rappels - Medley : - Plaisirs coupables, - Hanging Though (New Kids on the Block), - Everybody (Backstreet Boys), - Free Your Mind (En Vogue), - Wannabe (Spice Girls), - What Makes you Beautiful (One Direction)** - Emmène-Moi |

### 2epartie(mars-décembre 2013)
| - C.O.B.R.A - Mentir - Indestructible toi - Jamais ailleurs - Différents - Si les mots - Qui prendra ma place - Déjà loin - Comme avant - Medley : - Plaisirs coupables, - Hanging Tough (New Kids on the Block), - Everybody (Backstreet Boys), - Free Your Mind (En Vogue), - Wannabe (Spice Girls), - Crazy In Love (Beyoncé), - Single Ladies (Beyoncé)*** | Entracte - Encore une nuit - C'est moi - Garde tes larmes - Heart Attack - Young & Wired - Je cours - Sans cri ni haine - (With or) without you - Jet lag | Rappels - Rien/Titanium/Do You ** - Emmène-moi |

* Quelques dates seulement
** “Je rêve de nous“ et “Toujours La“ ont été interprétées au lieu de “Do You“

### 3epartie(janvier-mai 2014)
| - C.O.B.R.A - Mentir - Indestructible toi - Jamais ailleurs - Différents - The Scientist - Qui prendra ma place - Déjà loin - Comme Avant - Medley : - Brosse a cheveux, - Crazy In Love (Beyoncé), - Single Ladies (Beyoncé), - Bootylicious (Destiny's Child), - Free Your Mind (En Vogue), - Little Talks (Of Monsters and Men), - Wake Me Up (Avicii), - Wrecking Ball (Miley Cyrus), - I Knew You Were Trouble (Taylor Swift), - Lonely Boy (The Black Keys), - Back In Black (AC/DC)** | Entracte - Encore une nuit - C'est moi - Garde tes larmes - Plaisirs amers - Heart Attack - Je cours - Sans cri ni haine - (With or) without you - Jet lag | Rappels - Jamais trop tard - Emmène-moi |

*Conscience/Tourner/À Bout Portant ont été interprétées au Centre Bell

## Développement du show
TBA

## Personnel
- Marie-Mai - Voix

Musiciens
- Fred St-Gelais - Directeur musical/ Guitare
- Robert Langlois - Basse
- Maxime Lalane - Batterie
- Guillaume Marchand : Claviers
- Guillaume Doiron : Guitare

## Dates de la tournée
| Date            | Ville                    | Pays   | Venue                                     |
| --------------- | ------------------------ | ------ | ----------------------------------------- |
| 18 janvier 2013 | Granby                   | Canada | Le Palace                                 |
| 19 janvier 2013 | Granby                   | Canada | Le Palace                                 |
| 27 janvier 2013 | Brossard                 | Canada | Étoile Banque Nationale                   |
| 31 janvier 2013 | Saint-Jérôme             | Canada | Salle André-Prévost                       |
| 2 février 2013  | Drummondville            | Canada | Salle Léo-Paul-Therrien                   |
| 3 février 2013  | Drummondville            | Canada | Salle Léo-Paul-Therrien                   |
| 4 février 2013  | Terrebonne               | Canada | Théâtre du Vieux-Terrebonne               |
| 9 février 2013  | La Tuque                 | Canada | Salle La Forestière                       |
| 10 février 2013 | Trois-Rivières           | Canada | Salle J.-Antonio-Thompson                 |
| 11 février 2013 | Trois-Rivieres           | Canada | Salle J.-Antonio-Thompson                 |
| 13 février 2013 | Joliette                 | Canada | Salle Rolland-Brunelle                    |
| 14 février 2013 | Joliette                 | Canada | Salle Rolland-Brunelle                    |
| 16 février 2013 | Sainte-Marie             | Canada | Salle Méchatigan                          |
| 17 février 2013 | Saint-Georges            | Canada | Auditorium du Cégep Beauce-Appalaches     |
| 18 février 2013 | Thetford Mines           | Canada | Maison de la culture - Salle Dussault     |
| 21 février 2013 | La Baie                  | Canada | Theatre du Palais municipal               |
| 22 février 2013 | Alma                     | Canada | Salle Michel-Côté                         |
| 23 février 2013 | Dolbeau-Mistassini       | Canada | Salle de spectacles de Dolbeau-Mistassini |
| 26 février 2013 | New Richmond             | Canada | Salle de spectacles régionale Desjardins  |
| 27 février 2013 | Gaspé                    | Canada | Auditorium de l'école C.-E.-Pouliot       |
| 28 février 2013 | Rimouski                 | Canada | Salle Desjardins-Telus                    |
| 1er mars 2013   | Rivière-du-Loup          | Canada | Centre culturel de Rivière-du-Loup        |
| 6 mars 2013     | Gatineau                 | Canada | Maison de la culture de Gatineau          |
| 7 mars 2013     | Gatineau                 | Canada | Maison de la culture de Gatineau          |
| 8 mars 2013     | Gatineau                 | Canada | Maison de la culture de Gatineau          |
| 9 mars 2013     | Brossard                 | Canada | Étoile Banque Nationale                   |
| 29 mars 2013    | Saint-Jean-sur-Richelieu | Canada | Cabaret-Théâtre du Vieux-Saint-Jean       |
| 30 mars 2013    | Laval                    | Canada | Salle André-Mathieu                       |
| 3 mai 2013      | Montréal                 | Canada | Centre Bell                               |
| 4 mai 2013      | Montréal                 | Canada | Centre Bell                               |
| 5 mai 2013      | Montréal                 | Canada | Centre Bell                               |
| 9 mai 2013      | Sherbrooke               | Canada | Salle Maurice-O'Bready                    |
| 10 mai 2013     | Sherbrooke               | Canada | Salle Maurice-O'Bready                    |
| 18 mai 2013     | Québec                   | Canada | Colisée Pepsi                             |
| 20 juin 2013    | Saint-Hyacinthe          | Canada | Centre des arts Juliette-Lassonde         |
| 20 juin 2013    | Saint-Hyacinthe          | Canada | Centre des arts Juliette-Lassonde         |